# Paradistichocera
Paradistichocera is een kevergeslacht uit de familie van de boktorren (Cerambycidae). De wetenschappelijke naam van het geslacht werd voor het eerst geldig gepubliceerd in 1887 door Poll.

## Soorten
Paradistichocera is monotypisch en omvat slechts de volgende soort:
- Paradistichocera kirbyi (Newman, 1851)